# Carl Rüttger Motorpflug- und Automobilwerke
Die Firma Carl Rüttger Motorpflug- und Automobilwerke; auch Motorpflug- und Lokomotivenbau war eine 1895 gegründete Maschinenfabrik, die neben Verschublokomotiven mit Verbrennungsmotoren auch Traktoren baute und sich in der Automobilherstellung versuchte. Sie war in Berlin-Hohenschönhausen ansässig.

## Beschreibung
1919 bis 1920 baute man einen Knickschlepper mit 22/25PS-Motor unter dem Namen „Wirtschaftsmotor“. Das Fahrzeug war eine Konstruktion von Joseph Vollmer. Der Vierzylinder-Motor hatte einen Hubraum von 3925 cm³, entwickelte bis zu 25 PS und trieb die Vorderräder an. Das einachsige Fahrgestell war an einen Triebwerkskopf über eine Knicklenkung gekoppelt. Das Fahrzeug bewährte sich nicht. Es mögen etwa 10 bis 15 Stück dieses Schleppers gebaut worden sein.
Von 1920 bis 1921 baute die Firma unter dem Namen Rüttger einen 10-PS-PKW, der ebenfalls von Vollmer entwickelt worden  war. Es blieb allerdings bei Versuchsfahrzeugen.